# Micromus atlanticus
Micromus atlanticus är en insektsart som beskrevs av Bo Tjeder 1976. Micromus atlanticus ingår i släktet Micromus och familjen florsländor. Inga underarter finns listade i Catalogue of Life.